# This Is Not Utopia
This Is Not Utopia är en singel av det amerikanska punkrockbandet The Offspring, som släpptes som den fjärde singeln från Let the Bad Times Roll. Singeln släpptes den 7 juli 2021 av Concord Records. Enligt Dexter Holland handlar "This Is Not Utopia" om de svåra tider som han ansåg pågick över hela världen, där låten har tolkats handla i synnerhet om det sköra tillstånd USA var i vid tillfället.
Musikvideon regisserades av Samuel Bayer, som tidigare hade samarbetat med The Offspring under inspelningen av musikvideon till "Gotta Get Away".

## Låtlista
Alla låtar är skrivna och komponerade av Dexter Holland, om inte annat anges. 
| Nr | Titel              | Längd |
| -- | ------------------ | ----- |
| 1. | This Is Not Utopia | 2:38  |